# Куртун
Курту́н — деревня в Ольхонском районе Иркутской области. Входит в Бугульдейское муниципальное образование. 

## География
Находится на левом берегу реки Куртун (правый приток Бугульдейки), в 27 км к северо-западу от центра сельского поселения, посёлка Бугульдейка, и в 64 км к юго-западу от районного центра — села Еланцы.

## Население
| 2002 | 2010 | 2011 | 2012 |
| ---- | ---- | ---- | ---- |
| 83   | ↘68  | →68  | ↘65  |

По данным Всероссийской переписи, в 2010 году в деревне проживало 68 человек (40 мужчин и 28 женщин).